# Cameron McVey
Cameron Andrew McVey (ur. 11 marca 1954 roku w Londynie) – brytyjski piosenkarz i producent muzyczny.
Cameron McVey urodził się i dorastał w północnym Londynie. Uczęszczał do męskiej szkoły imienia Królowej Elżbiety w Londynie. Od ponad 30 lat jest związany z projektantką i artystką z Saint Vincent i Grenadyn, Vonnie Roudette. 5 stycznia 1983 roku zostali rodzicami Marlona Roudette, brytyjskiego piosenkarza, członka duetu Mattafix. Ma również córkę. Niedługo po narodzeniu Marlona rozstał się z Vonnie i ona wraz z dziećmi wróciła na Karaiby, a dokładniej – na rodzinną wyspę.